# دارکوب کوتوله کلاه‌خاکستری
دارکوب کوتوله کلاه‌خاکستری (نام علمی: Dendrocopos canicapillus) نام یک گونه از سرده دارکوب‌های رنگین است.